# Guteneck (Adelsgeschlecht)

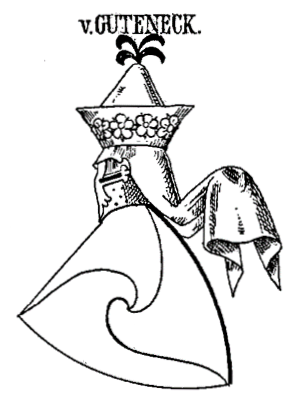
Wappen derer von Guteneck bei Johann Siebmacher

Guteneck war der Name eines altbayerischen Adelsgeschlechts mit Stammort Guteneck (heute im Landkreis Rottal-Inn).
Es sind Urkunden über das Geschlecht aus dem 14. Jahrhundert vorhanden, die einerseits mit dem Kloster Alderbach, andererseits auch mit Ludwig dem Bayern in Verbindung stehen.
Letzterem haben Angehörige des Geschlechts wohl in der Schlacht bei Mühldorf ausgeholfen. Aus diesem Grund war ihr Wappen am Isartor zu sehen, bevor bei der Erneuerung des Isartors nach dem Zweiten Weltkrieg nur zwei Drittel der Wappen von Ludwigs Verbündeten, darunter nicht das der Herren von Guteneck, wiederhergestellt wurden. Ein Kupferstich zeigt das Wappen zwei Mal entgegengesetzt diagonal geteilt (sodass sich ein Dreieck ergibt), während es in Siebmachers Wappenbuch im Schneckenschnitt dreimal geteilt abgebildet bzw. beschrieben ist.
Als Mitglieder des Geschlechts werden in den erwähnten Urkunden Reinolt und Jordan genannt.
Der im Jahr 1317 bezeugte Reinhold von Guteneck nannte sich zuvor Reinhold von Pörndorf. Erst seit Ende des 14. Jahrhunderts hätten sich die von Pörndorf auch nach Guteneck benannt.